# 千歳家歳男・松鶴家団之助
千歳家歳男・松鶴家団之助（ちとせやとしお・しょかくやだんのすけ）は、昭和期に活躍した漫才コンビ。戎橋松竹の看板として活躍。
「カバ漫才」とも言われる歳男の容姿をけなす漫才を売りにしていた。

## メンバー
千歳家 歳男（ちとせや としお、1904年 - 1975年）本名は岡本初太郎。立ち位置は向かって右。
- 千歳家今男[1]の弟子。都家初丸の名で初舞台。1931年に千日前愛心館で千歳家今若と組む。戦争に入り従軍し長らく芸界を離れる、復員後は今若はすでに兄の千歳家今次と組んでいたので歳男は一輪亭花蝶、立花幸福、小川寿美江、浮世亭歌楽、星ララ子等と組む。コンビ解散後長らく引退し松竹芸能の新世界新花月の頭取になる。風貌は大柄で大きな顔が特徴。容姿がカバに似ていて「カバやん」という愛称があった。時折新花月では楽屋から舞台に現れては客席から「おい！！カバ」と声がかかったり、拍手がきたりしたという。

松鶴家 団之助（しょかくや だんのすけ、1899年（逆算） - 1979年10月16日）本名は藤野貞一郎。立ち位置は向かって左。
- はじめ仁輪加の鶴家団十郎の流れを汲む鶴家団蔵の弟子で二代目鶴家団之助、後に松鶴家千代八・八千代の初代松鶴家千代八の弟子になり松鶴家団之助を名乗る。1918年ごろから寄席に出て万歳を始める。大八会の所属を経て1926年に吉本に入り千歳家今男[2]と組む。1928年には山崎次郎とのコンビで出番表にある。玉子家正雄、浪花家市松、坂本ポテ丸等とコンビを変えた。妻は同じ千代八門下の華井秀子[3]。歳男とのコンビを組む傍ら長らく西成区山王（通称芸人横丁、てんのじ村）で『団之助芸能社』（芸能マネジメント事務所）を開いて芸能斡旋も行っていた。その模様は1971年放送のNHK「新日本紀行 浪華芸人横丁 ～大阪天王寺・山王町～」の中で夫婦の様子が確認できる。愛称は「てんのじ村の村長」。歳男没後は浮世亭歌楽らと三曲万歳や俄などの舞台に亡くなる直前まで立った。

## 弟子
- 東文章・藤野団楽の藤野団楽（後の落語家の3代目桂米朝の弟子で3代目桂米紫）。

## 註
1. ↑  相方は花菱アチャコ
2. ↑  歳男の師匠でもある
3. ↑  華井八千代・秀子